# Малі Дубровки
Малі Дубро́вки (рос. Малые Дубровки) — присілок у складі Дмитровського міського округу Московської області, Росія.

## Історія
Згадується з 1766 року, як присілок Дуброва. В радянські часи називався Дубровка.

## Населення
Населення — 12 осіб (2010; 20 у 2002).
Національний склад (станом на 2002 рік):
- росіяни — 100 %